# Rosalind Franklin (łazik)
Rosalind Franklin (wcześniej znany jako łazik ExoMars) – planowany łazik marsjański, część międzynarodowego programu ExoMars prowadzonego przez Europejską Agencję Kosmiczną i rosyjski Roskosmos. Misja miała wystartować w lipcu 2020 r., ale została przesunięta na 2022 r. W marcu 2022 roku, z powodu rosyjskiej inwazji na Ukrainę, projekt został zawieszony. Obecnie projekt został ''zrestartowany'' bez jakiegokolwiek udziału Rosji, zaś obecnie przewidywana data startu misji marsjańskiej to 2028.
Pierwotnie przewidywana była rosyjska rakieta nośna, model przenośny ESA i rosyjski lądownik o nazwie Kazachok, który miał umieścić łazik na powierzchni Marsa. Po ,,restarcie"  misji w 2024 r., przewiduje się amerykańską "komercyjną" rakietę nośną, zaś lądownik  marsjański został zakontraktowany w konsorcjum Thales Alenia Space- które w marcu 2025 r. ogłosiło iż statek ten zbuduje Airbus .  
Po wylądowaniu, zasilany energią słoneczną łazik ma rozpocząć siedmiomiesięczną (długość 218 soli) misję w celu poszukiwania istnienia śladów życia na Marsie. Statek  Trace Gas Orbiter (TGO), wystrzelony w 2016 roku, będzie działał jako satelita przekazujący dane Rosalind Franklin i lądownikowi.  
Podpowierzchniowe urządzenie do pobierania próbek będzie autonomicznie wwiercać się na wymaganą głębokość, co posłuży badaniu mineralogii. Zebrana w ten sposób próbka zostanie dostarczona do laboratorium analitycznego wewnątrz łazika. Po zmieleniu materiał będzie przekazany innym instrumentom w celu przeprowadzenia szczegółowych analiz chemicznych, fizycznych i spektralnych.
Łazik został nazwany na cześć Rosalind Franklin, brytyjskiej chemiczki i pionierki w dziedzinie DNA.